# Simon Antoine Jean Lhuilier
Simon Antoine Jean Lhuilier (scritto anche Lhuillier, L'Huilier o L'Huillier) (Ginevra, 24 aprile 1750 – Ginevra, 28 marzo 1840) è stato un matematico svizzero. È noto per il suo lavoro sull'analisi matematica e la topologia e in particolare per la generalizzazione della caratteristica di Eulero.

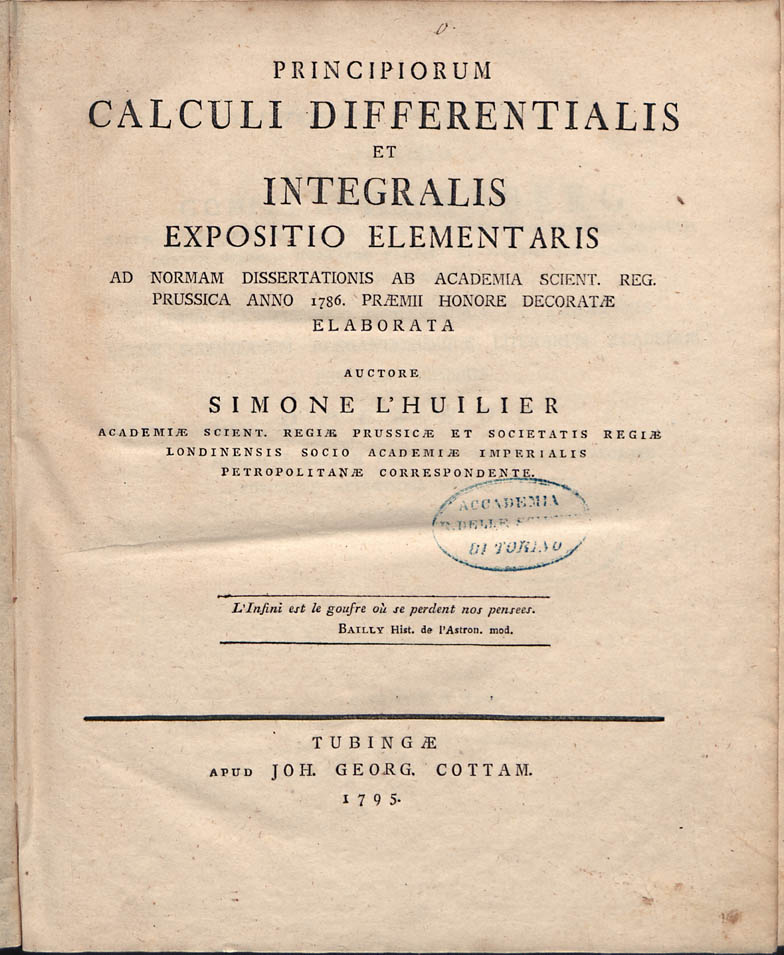
Principiorum calculi differentialis et integralis expositio elementaris, 1795

Vinse il premio matematico della Accademia delle scienze di Berlino nel 1784 per la sua risposta alla domanda sulle fondamenta del calcolo infinitesimale. Il lavoro fu pubblicato nel suo libro del 1787 Exposition elementaire des principes des calculs superieurs, tradotto in latino nel 1795. Joseph Lagrange, che aveva suggerito la domanda, restò comunque deluso dalla sua risposta, considerandolo il primo di un gruppo di ultimi. Lagrange pubblicò in seguito un'opera ove trattò lui stesso la materia.
Lhuilier introdusse l'abbreviazione "lim" per indicare il limite, che riapparve poi nel 1821 nel Cours d'Analyse di Augustin-Louis Cauchy, autore poi di un approccio basato sugli infinitesimi definiti in termini di quantità variabili.
Nel maggio 1791 fu eletto Fellow of the Royal Society.

## Opere
- (LA) Simon Antoine Jean Lhuilier, Principiorum calculi differentialis et integralis expositio elementaris, Cotta, Johann Georg, 1795.